# 立花なお
立花 なお（たちばな なお、1989年5月3日 - ）は、日本のAV女優。（アーティカル所属）。

## 略歴
2007年にデビューしたロリ系のAV女優である。
2009年3月11日の公式ブログで引退することを発表した。

## 出演作品
2007年
- レズバーリトゥード Vol.03（10月19日、インパクト）共演:一色るり
- オーガズムドミネーション Vol.03（10月26日、インパクト）共演:一色るり
- 裏・少女流出 5 まり 当時1●歳（10月26日、ゴーゴーズ）
- 無毛少女闇市場 裏撮影会で試食された3人の娘たち（12月15日、グローリークエスト）共演:瀬戸ひなた、愛音ゆう

2008年
- 実録 居酒屋痴漢 参（1月15日、グローリークエスト）共演:アゲハ 他
- 最終電車に乗り遅れた泥酔ギャルをブッ潰せ!! 3（2月20日、ホットエンターテイメント）オムニバス作品
- パンフェラ Vol.02 （2月22日、ナチョス）他出演:瀬戸ひなた、元木ひなよ、山咲ほのか、美山ひなの、新川舞美、桜井華菜、小泉いずみ、島津ゆり、天乃まひる
- 大家族スペシャル 3男6女12人 石川家編（4月4日、SODクリエイト）共演:七咲楓花、愛音ゆう、瀬戸ひなた 他
- 爆汁!トルネード 勢いのある顔面発射（5月24日、レイディックス）他出演:詩音、風谷音緒、村瀬優花、嶋瞳、中原美姫、星あやか、望月ゆみ、桜井ゆうき
- 公園でお母さんに隠れて、ちっちゃい娘とお医者さんごっこ。（6月5日、SODクリエイト）他出演:水野いつき 他
- 初めての夏合宿（9月4日、Hunter）共演:日高朝妃、山本美桜姫、成瀬あいば、河愛杏里、坂本愛海、ミムラ佳奈、桃色まあち
- 初めての合宿性活（11月6日、Hunter）共演:日高朝妃、山本美桜姫、成瀬あいば、河愛杏里、坂本愛海、ミムラ佳奈、桃色まあち
- 急な侵入者に首を絞められ堕ちていく素人娘（12月18日、C-Format）他出演:芹沢明菜、岡本きら、穂波さやか

2009年
- Hunter企画祭り オール新作撮り下し AV15番勝負!!（1月8日、Hunter）他出演:大崎ちわ、野中あんり、芽衣奈、中川茅乃、あおば、中條美華、夏美しおり、真中かおり、水野さやか、鳴海せいら、ミムラ佳奈、水神ゆうな、結城リナ、柚咲あんず、椿みゅう 他
- 窒息 Hang oneself 4（1月10日、C-Format）他出演:芹沢明菜、岡本きら
- 相手を気絶させるまでは終わらない女性同士の格闘（1月10日、C-Format）共演:岡本きら 他出演:芹沢明菜、穂波さやか
- ウブっ娘だよ! 全員集合! ○○生作品集（2月5日、Hunter）他多数出演
- 私立痴女女子学園1 学年主任に色仕掛け『先生〜!単位下さーい!!!』（4月21日、映天）他3名出演
- 牡犬調教キモメン狩り（6月26日、C-Format）
- パンフェラ Vol.02（8月20日、サンクチュアリ）他9名出演